# Park Narodowy Sanriku
Park Narodowy Sanriku (jap. 三陸復興国立公園 Sanriku Fukkō Kokuritsu Kōen) – park narodowy w Japonii, utworzony w 2013 roku, poprzez połączenie: 
- Parku Narodowego Rikuchū Kaigan (Rikuchu Kaigan National Park, Rikuchū Kaigan Kokuritsu Kōen) z
- Prefekturalnym Parkiem Natury Tanesashi Kaigan Hashikami-dake (Tanesashi Kaigan Hashikamidake Prefectural Natural Park, Tanesashi Kaigan Hashikami-dake Kenritsu Shizen Kōen)[2].

W 2015 roku Ministerstwo Środowiska rozszerzyło park o dawny Quasi-Park Narodowy Minami-Sanriku Kinkazan i planuje dalsze poszerzenie o parki prefekturalne. 

## Opis
Park ma około 220 km długości, obejmując relatywnie wąski pas części wschodniego, pacyficznego wybrzeża wyspy Honsiu (Honshū) od miasta Hachinohe w prefekturze Aomori poprzez prefekturę Iwate do miasta Kesennuma w prefekturze Miyagi.
Decyzja o połączeniu parków i rekonstrukcji wybrzeża była wynikiem ogromnych zniszczeń powstałych wskutek trzęsienia ziemi i tsunami w regionie Tōhoku w 2011 roku. Ten park narodowy nie przypomina żadnego innego w Japonii. 
Niektóre z największych japońskich portów rybackich znajdują się w: Hachinohe, Miyako, Kamaishi, Ōfunato i Kesennuma.

## Fauna i flora
Wybrzeże jest lęgowiskiem ptaków morskich, takich jak mewa śmieszka (Chroicocephalus ridibundus) oraz siedliskiem różnorodnej roślinności morskiej, która stworzyła unikalne środowisko przybrzeżne. W płytkich wodach utworzyły się ławice traw morskich i wodorostów, wspierając różnorodność biologiczną obszaru morskiego.
W regionie tym występują przybrzeżne zbiorowiska roślin, a klify, wydmy, obszary trawiaste i słone bagna porośnięte są drzewami i krzewami. Rosną tam m.in. sosna gęstokwiatowa (Pinus densiflora), kryptomeria japońska (Cryptomeria japonica) i azalia Kaempfera (Rhododendron kaempferi). Można również spotkać lokalnie rzadkie rośliny, jak shirobana-shakunage (Rhododendron fauriei), czy dziewiczy las drzew tabu (Machilus thunbergii, syn. Persea thunbergii).
Obszar ten jest szczególnie ważny jako teren lęgowy ptaków morskich, a wyspy Hide-jima i Sangan-jima są jedynymi terenami lęgowymi w Japonii nawałnika burzowego (Hydrobates pelagicus). Obszar ten jest również siedliskiem ptaków drapieżnych, takich jak sokół wędrowny (Falco peregrinus) i rybołów (Pandion haliaetus'). Żyją tam również: terpugowate (Hexagrammidae), jeżowce (Echinoidea), słuchotki (Haliotidae).

## Galeria

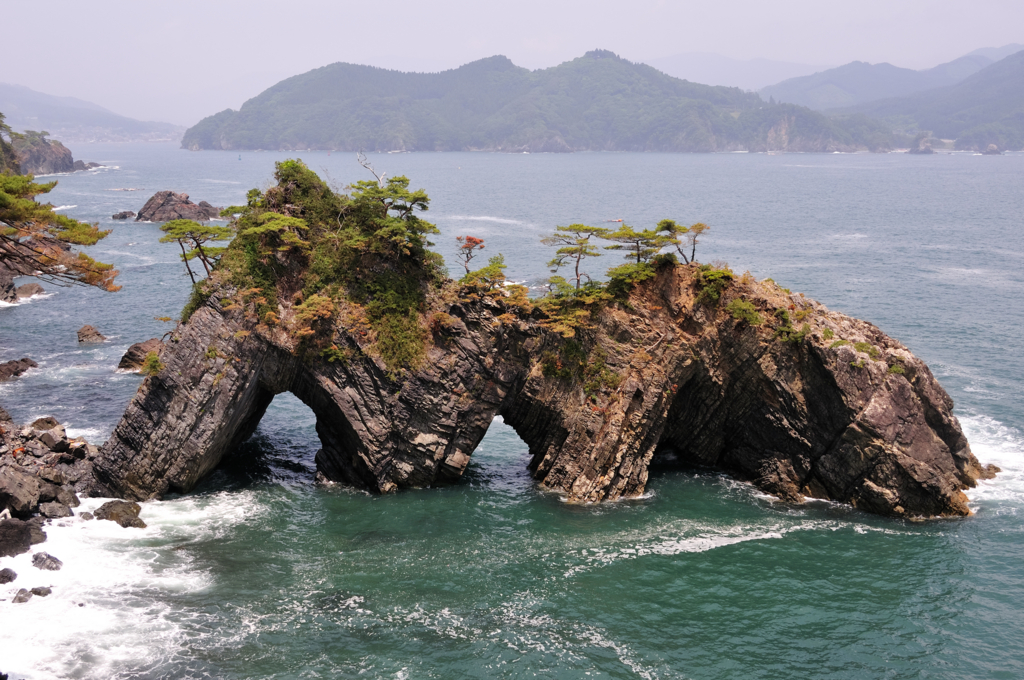
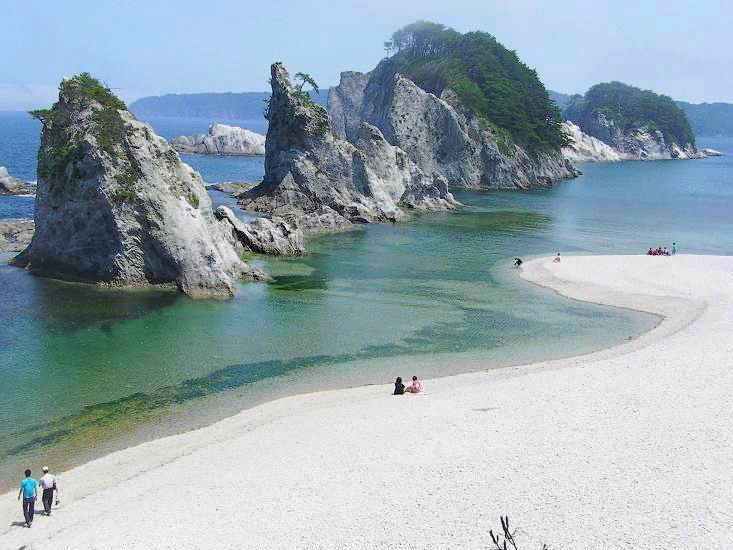
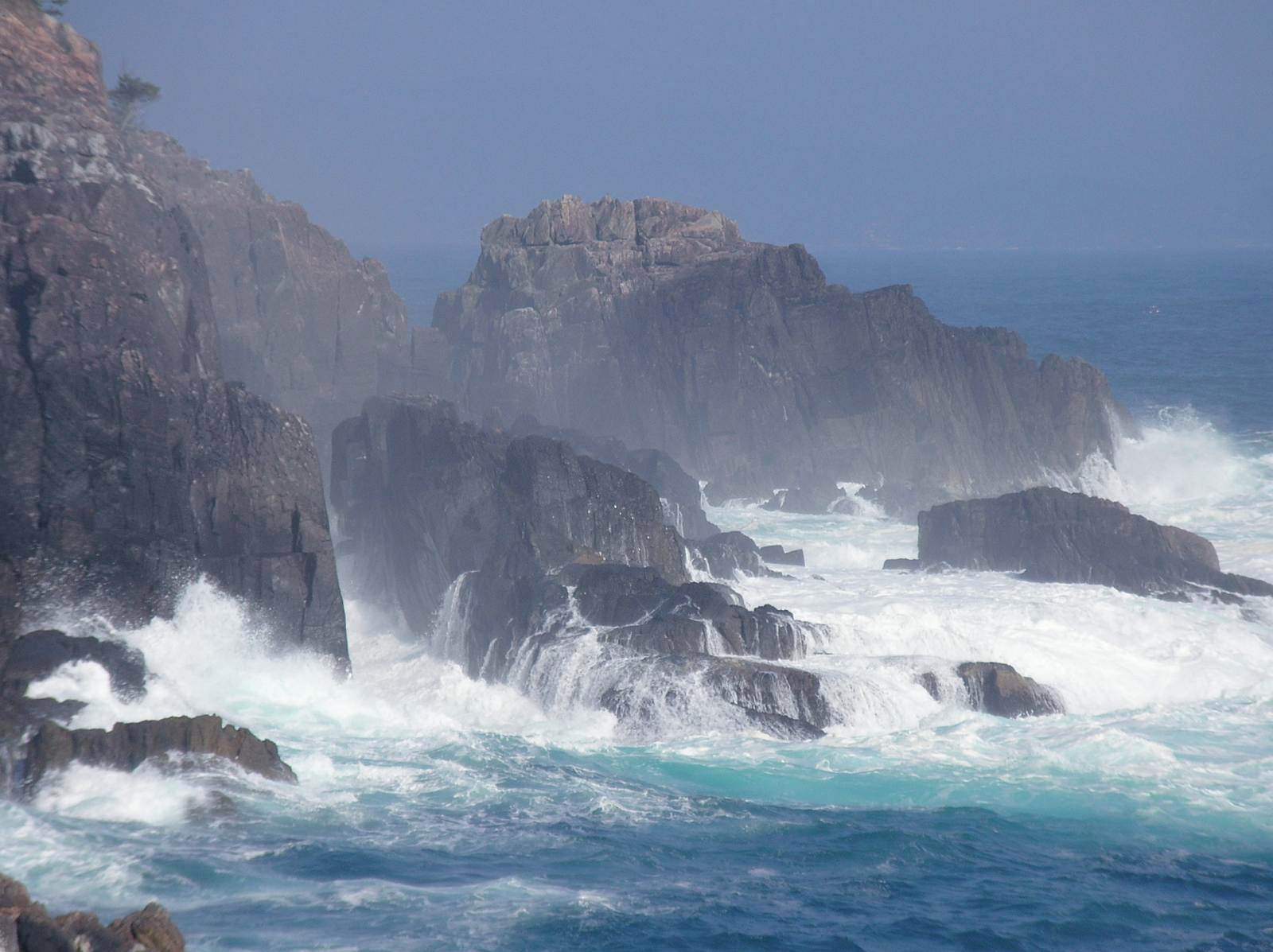
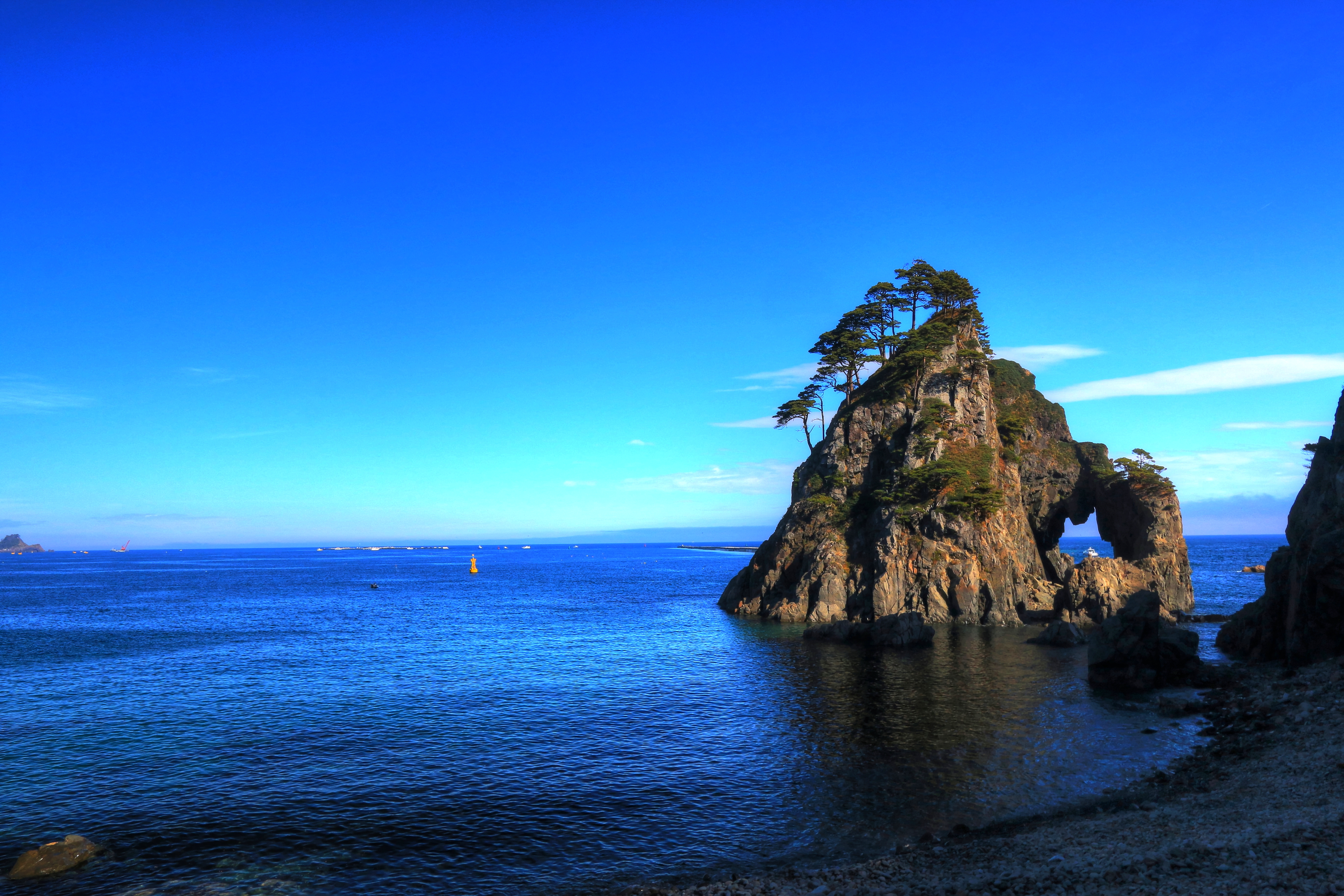
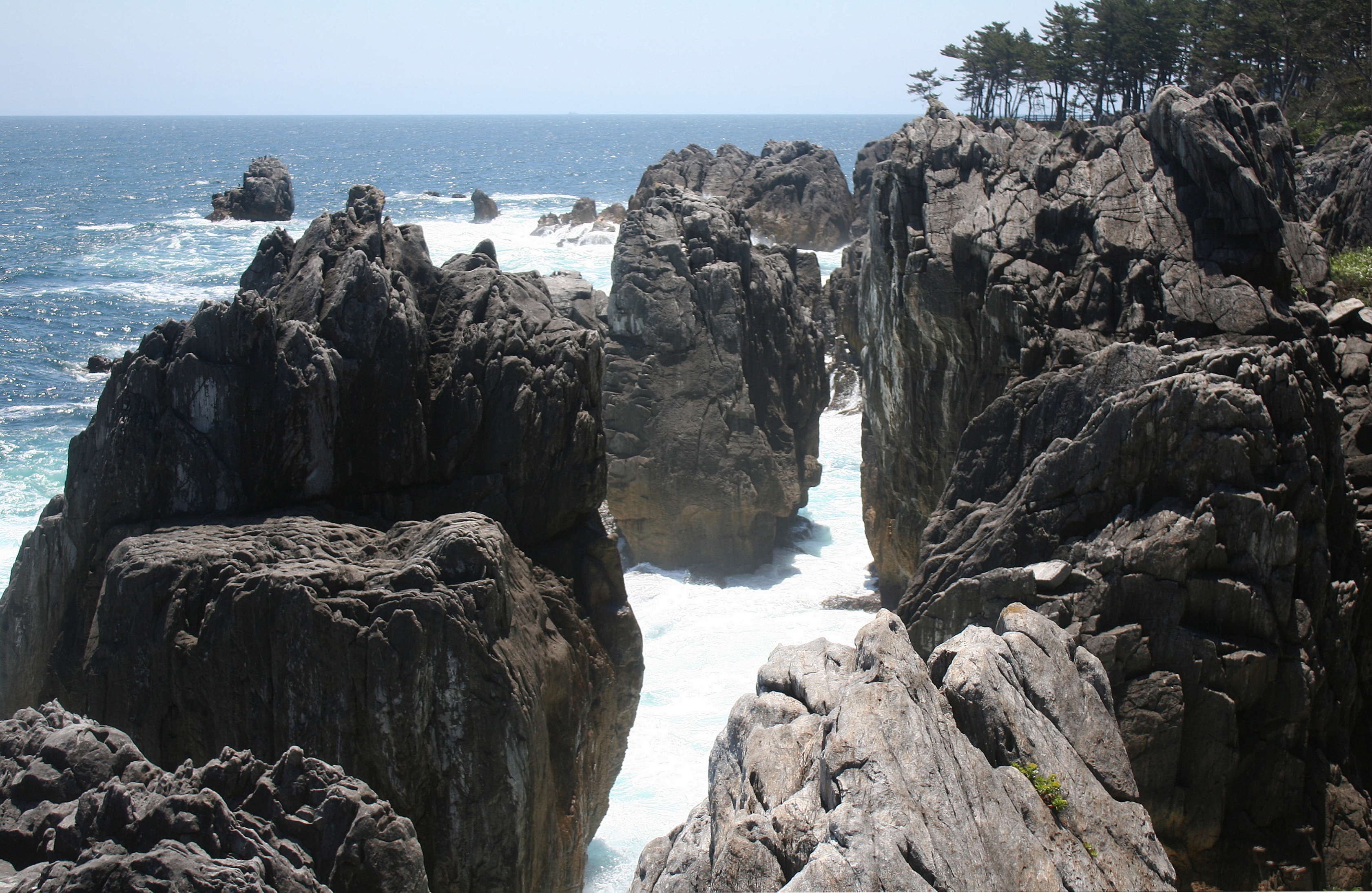